# St Pancras (Londres)
Pour les articles homonymes, voir Saint-Pancras.
St Pancras est un quartier situé au centre de Londres capitale de l’Angleterre, où se trouve la gare de Saint-Pancras.